# Natalie Martinez

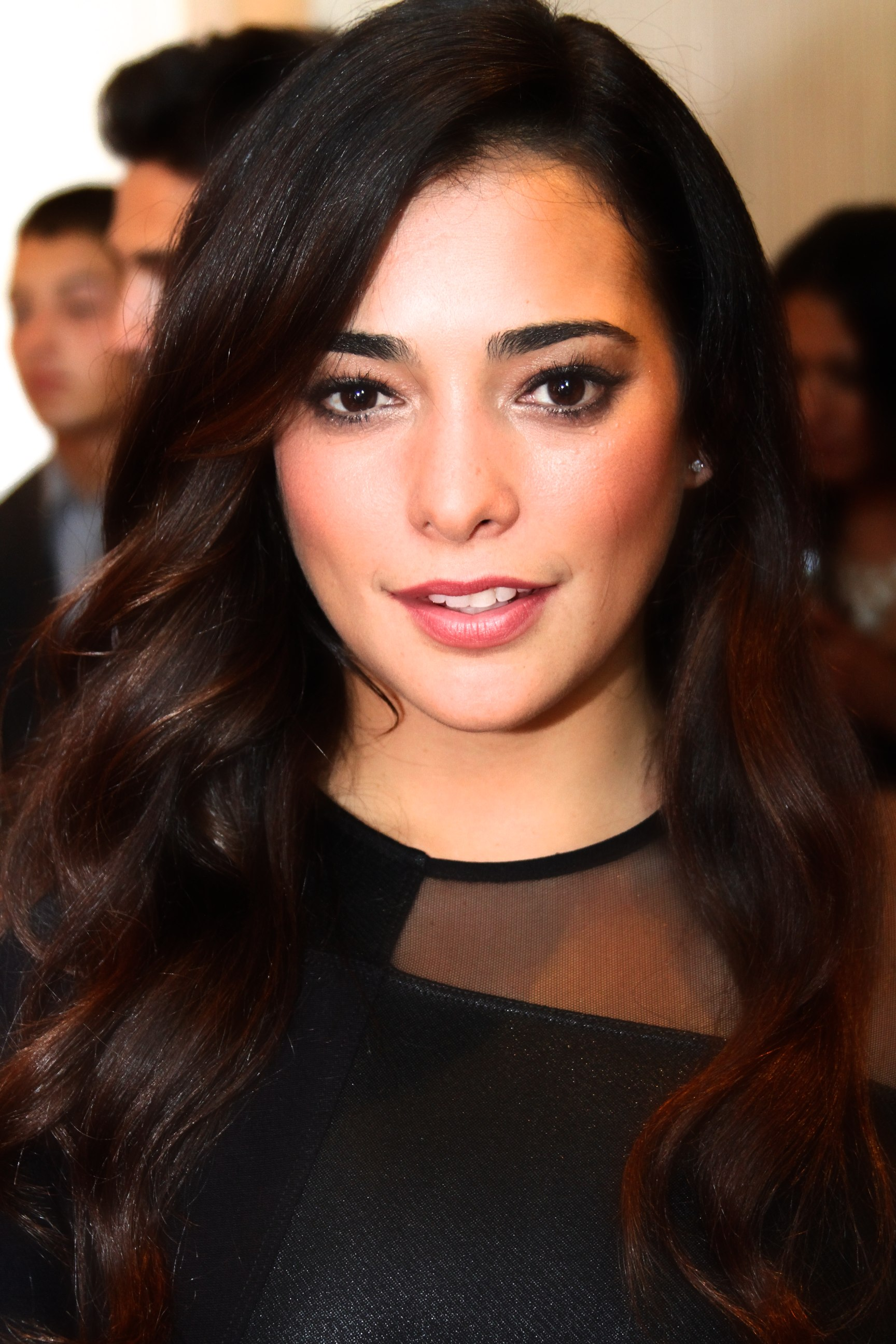
Natalie Martinez (2013)

Natalie Martinez (* 12. Juli 1984 in Miami, Florida) ist eine US-amerikanische Schauspielerin und Model. Bekannt ist sie hauptsächlich durch ihre Nebenrolle im Film Death Race.

## Karriere
Natalie ist eine Kubanoamerikanerin und wurde in Miami, Florida geboren. Sie ist eine Absolventin der St. Brendan High School. Im Jahr 2006 spielte sie in der Telenovela Fashion House die Rolle der Michelle Miller und im Jahr 2007 die Rolle der Pilar Martin in der Telenovela Saints & Sinners. Im März 2007 erhielt sie dann eine Rolle in der Fernsehserie Chuck, allerdings wurde ihre Figur aus der Serie geschnitten, bevor die Serie ausgestrahlt wurde. In der Fox Fernsehserie Sons of Tucson spielte sie die Rolle der Maggie Williams. Weitere größere Rollen hatte sie in den Fernsehserien Detroit 1-8-7 (2010–2011) als Detective Ariana Sanchez und in CSI: NY (2012–2013) als Detective Jamie Lovato. In der Science-Fiction-Serie Under the Dome, die auf dem Roman Die Arena von Stephen King basiert, spielte sie als Deputy Linda Esquival eine der Hauptrollen und in der ersten Staffel der ABC-Dramaserie Secrets and Lies verkörperte sie 2015 die Rolle der Jess Murphy.

## Filmografie
- 2006: Fashion House (Fernsehserie, 55 Folgen)
- 2007: Saints & Sinners (Fernsehserie, 62 Folgen)
- 2008: Death Race
- 2010: Sons of Tucson (Fernsehserie, 2 Folgen)
- 2010: El Dorado (Miniserie, 2 Folgen)
- 2010–2011: Detroit 1-8-7 (Fernsehserie, 18 Folgen)
- 2011: Magic City Memoirs
- 2012: The Baytown Outlaws
- 2012: End of Watch
- 2012–2013: CSI: NY (Fernsehserie, 12 Folgen)
- 2013: Broken City
- 2013–2014: Under the Dome (Fernsehserie, 14 Folgen)
- 2014: Matador (Fernsehserie, Folge 1x05)
- 2015: Secrets and Lies (Fernsehserie, 10 Folgen)
- 2015: Self/less – Der Fremde in mir (Self/less)
- 2015–2016: Kingdom (Fernsehserie, 18 Folgen)
- 2016: The Land
- 2016: American Dad (American Dad!, Fernsehserie, Folge 11x08, Stimme)
- 2016: Message from the King
- 2017: Keep Watching
- 2017: APB – Die Hightech-Cops (APB, Fernsehserie, 12 Folgen)
- 2018: The Crossing (Fernsehserie, 11 Folgen)
- 2019: Into the Dark (Fernsehserie, Folge 1x05)
- 2019: The I-Land (Fernsehserie, 7 Folgen)
- 2019: Battle at Big Rock (Kurzfilm)
- 2020: The Twilight Zone (Fernsehserie, Folge 2x08)
- 2020: The Fugitive (Fernsehserie, 7 Folgen)
- 2021: The Stand – Das letzte Gefecht (The Stand, Miniserie, 2 Folgen)
- 2021: Reminiscence – Die Erinnerung stirbt nie (Reminiscence)
- 2021–2022: Ordinary Joe (Fernsehserie, 13 Folgen)
- 2022: Wendell & Wild (Sprechrolle)
- 2024: Bad Monkey (Fernsehserie, 10 Folgen)
- 2025: The Queen's Jewels